# アシュラフ・バルスバーイ
アシュラフ・バルスバーイ（アラビア語：الأشرف سيف الدين برسباي　転写：al-Ashraf Saif ad-Dīn Barsbāy、? - 1438年）は、エジプトを支配したブルジー・マムルーク朝の第9代スルタン（在位：1422年 - 1438年）。

## 生涯

### 即位
ブルジー・マムルーク朝の初代スルタンであったザーヒル・バルクークに仕えたマムルークである。ブルジー・マムルーク朝ではバルクークの死後、幼弱のスルタンが相次いで内紛が頻発し、スルタンの廃位と暗殺が相次いでいた。1421年にはザーヒル・タタールが暗殺されてその息子で11歳のサーリフ・ムハンマドが即位したが、やはりこのスルタンも権力の弱い弱小スルタンであった。このため、マムルークやアミールらの間では優れた人物がスルタンになるべきだという考えが広まり、1422年までにマムルークの間でも最古参格にあったバルスバーイが支持を集めてムハンマドを廃し、さらに摂政だったジャーニー・ベイも幽閉して、自らスルタンに即位した。

### 王朝の復活・再びの全盛期へ
この頃のマムルーク朝では内紛が頻発したため、ティムール朝やキプロス王国など周辺諸国からたびたび侵入を受けていた。バルスバーイは王朝の勢威を回復するために積極的な対外進出を行なう。
1425年には当時イエメンを支配していたラスール朝を攻撃し、ヒジャーズ地方を奪取した。
キプロス王国では、この頃に内紛が起こって衰退の兆しがあったため、1426年にバルスバーイは逆にキプロスに侵攻して王国を屈服させ、属国とした。ティムール朝に対しても貢納の拒否や使者の追い返しなど強気の姿勢で臨み、ティムール朝やその友好国である白羊朝、さらにはその支援を受けて復権を目指すジャーニー・ベイらと対立した。
一方で内政では西欧諸国と盛んに友好を求め、当時西欧で重視されていた砂糖や香辛料、絹織物などを専売して財政の再建を試み、一時的とはいえこの政策も成功した。
1437年にはティムール朝の支援を受けた白羊朝とジャーニー・ベイの連合軍と戦い、これに大勝した。

### 最期と再びの衰退へ
ティムール朝の君主・シャー・ルフは支援していた白羊朝などが大敗したのをみて自らの遠征を決意。バルスバーイもティムール朝との直接対決の準備を進めていたが、決戦直前の1438年に急死した。
バルスバーイは遺言で後継者には息子のユースフを望んでいたが、配下のザーヒル・ジャクマクがユースフを廃して即位し、世襲はならなかった。またバルスバーイという中興の英主を失ったマムルーク朝では再び継承争いが頻発して王朝は急速に衰退し、バルスバーイの死から約80年後の1517年にオスマン朝のセリム1世にマムルーク朝は滅ぼされた。

## 政策
バルスバーイは衰退していたマムルーク朝を中興した英主であった。軍事的には周辺諸国と争って大半に勝利し、領土を拡大した。この領土拡大には単なる国威回復だけではなく貿易拠点（イエメンのジッダ奪取など）を得るためにも行なわれており、政治家としても優れたスルタンであった。
ただしあくまでバルスバーイの死後のことであるが、専売制と貿易に対する関税を厳しく制限したため、貿易商人がかえって他国に流れる一因を成し、これがそのままエジプト経済の没落を成すことになったのは皮肉だった。また、バルスバーイの築き上げた国威も勢力も、次代のザーヒル・ジャクマクによる失政で大半が台無しになった。